# Метония (спътник)
Вижте пояснителната страница за други значения на Метония.
Метония е най-малкият естествен спътник на Сатурн. Има диаметър едва 3 км. Известен е още под името Сатурн 32. При откриването му е дадено предварителното означение S/2004 S 1. Спътникът е открит на снимки от апарата Касини-Хюйгенс, заснети през 2004 г. от д-р Себастиан Шарноз. Спътникът носи името на фигурата от древногръцката митология Метония, като то е одобрено от Международния астрономически съюз на 21 януари 2005 г.
Подобно на Палена, Метония се намира на орбита със сравнително ниска инклинация и ексцентрицитет между тези на Мимас и Енцелад.